# Heinz Heitzer

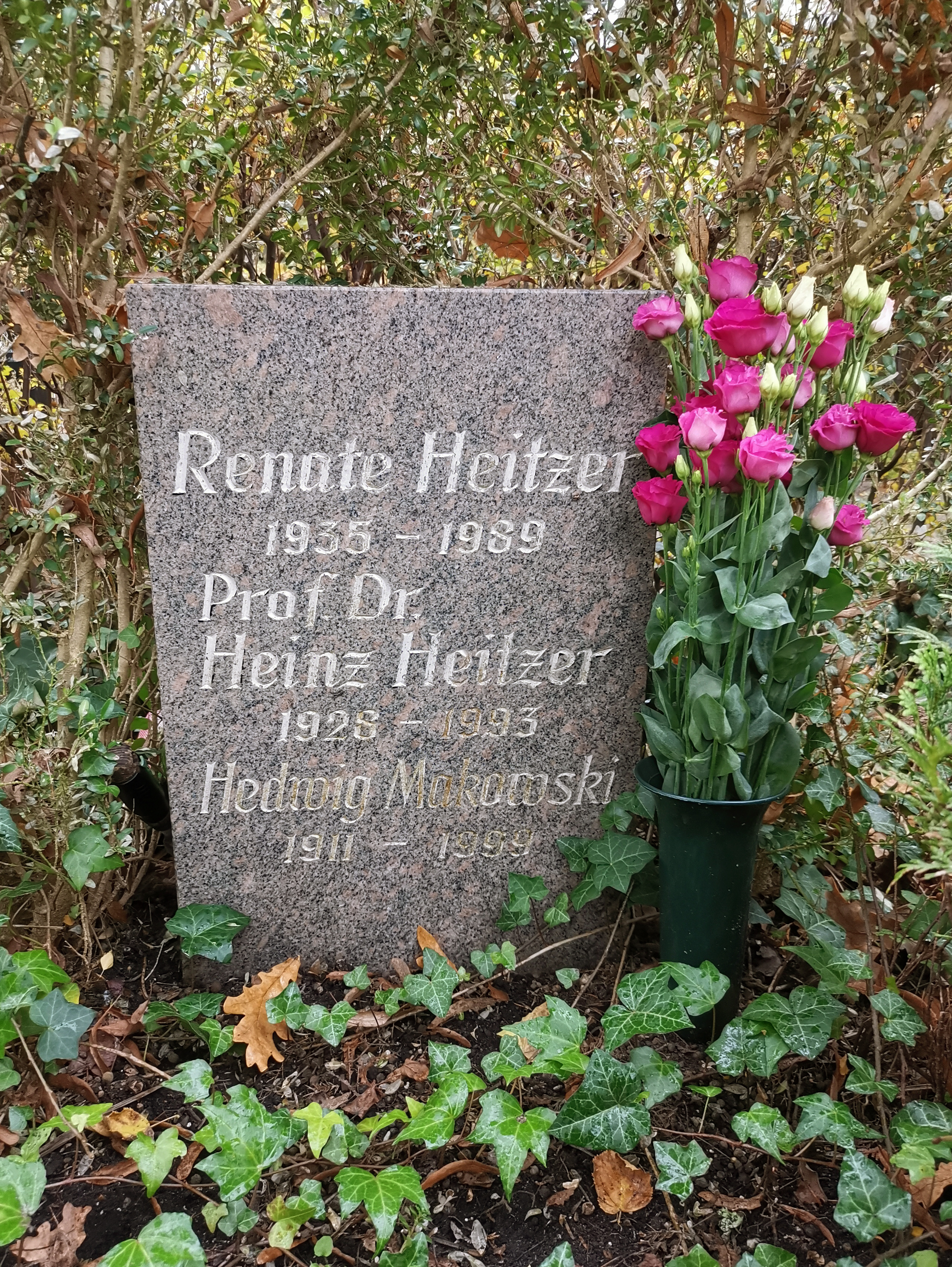
Grab auf dem Friedhof Pankow III, Abt. 10 U

Heinz Heitzer (* 7. Mai 1928 in Zwickau; † 19. April 1993 in Berlin) war ein deutscher marxistisch-leninistischer Historiker. Er zählte zu den einflussreichsten Historikern der DDR und war an großen partei- und staatsnahen Projekten zur Zeitgeschichte beteiligt.

## Leben
Während des Zweiten Weltkrieges meldete er sich freiwillig zur SS-Division „Hitlerjugend“. Nach dem Kriegsende trat er der SED bei und war zunächst Neulehrer.
Zwischen 1946 und 1949 studierte er in Leipzig. Er wurde Dozent für Geschichte der Arbeiter- und Bauernfakultät der Universität Leipzig, bevor er an das Institut für Gesellschaftswissenschaften beim ZK der SED (IfG) wechselte. 1956 wurde Heinz Heitzer promoviert. Zwischen 1956 und 1961 war er Dozent am IfG. Später arbeitete er am Institut für Geschichte der Deutschen Akademie der Wissenschaften. Zwischen 1961 und 1968 war Heitzer dort der Leiter der Abteilung „Neueste Geschichte“. Er war unter anderem am parteioffiziellen Grundriss der Geschichte der deutschen Arbeiterbewegung maßgeblich beteiligt. Zwischen 1970 und 1985 war er stellvertretender Direktor des Instituts für Geschichte und Herausgeber der Bände 6 bis 8 des Jahrbuchs für Geschichte. Er vertrat dabei die Linie von Partei und Staat. So bezeichnete er den Aufstand vom 17. Juni 1953 als „konterrevolutionären Putschversuch“ und lobte, dass die sowjetischen Truppen „die Absichten des Imperialismus durchgekreuzt“ hätten. Nach 1985 war Heitzer bis Band 39 Mitglied des Redaktionskollegiums. Heitzer gehörte zwischen 1963 und 1990 auch der Redaktion der Zeitschrift für Geschichtswissenschaft an.
Neben seiner Institutstätigkeit war er ab 1966 nebenamtlicher Professor mit Lehrauftrag für die Geschichte der deutschen Arbeiterbewegung.
Als Gutachter von 14 Dissertationen oder Habilitationen nahm er erheblichen Einfluss auf die Rekrutierung des wissenschaftlichen Nachwuchses.
Unter dem Decknamen „Werner“ war er seit 1965 inoffizieller Mitarbeiter des Ministeriums für Staatssicherheit.

## Schriften (Auswahl)
- Karl Marx als Historiker. Vortrag, gehalten am 28. Mai 1953 im Klub der Kulturschaffenden, Berlin. Aufbau-Verlag, Berlin 1953 (= Vorträge zur Verbreitung wissenschaftlicher Kenntnisse. 36) (2. bearb. Aufl. Urania-Verlag, Leipzig, Jena 1955).
- Insurrectionen zwischen Weser und Elbe. Volksbewegungen gegen die französische Fremdherrschaft im Königreich Westfalen 1806-1813. Rütten & Loening, Berlin 1959 (zugleich: Phil. Diss. 1956).
- mit Horst Bartel (Hrsg.): Deutsche Geschichte in Daten. Deutscher Verlag der Wissenschaften, Berlin 1967.
- mit Lieselotte Kramer-Kaske: Warum sind wir stolz auf unsere Republik?. Dietz Verlag, Berlin 1969 (= Deine Frage).
- Andere über uns. Das „DDR-Bild“ des westdeutschen Imperialismus und seine bürgerlichen Kritiker. Deutscher Verlag der Wissenschaften. Berlin 1969.
- mit Klaus Mammach (Hrsg.): Georgi Dimitroff – Kampf und Vermächtnis. Historikerkommission DDR – Volksrepublik Bulgarien, Sekt. der DDR. Dietz Verlag, Berlin 1972.
- (Leitung): DDR. Werden und Wachsen. 2., durchges. Aufl. Dietz Verlag, Berlin 1975.
- mit Rolf Badstübner (Hrsg.): Die DDR in der Übergangsperiode. Studien zur Vorgeschichte und Geschichte der DDR 1945-1961. Akademie Verlag, Berlin 1979.
- Ein Kernstück sozialistischer Tradition. Reden zum 30. Jahrestag der Gründung der Arbeiter-und-Bauern-Fakultät an der Karl-Marx-Universität. [Begrüßungsansprache des Rektors Lothar Rathmann und Festvortrag von Heinz Heitzer auf der festlichen Veranstaltung der Karl-Marx-Universität im Leipziger Schauspielhaus am 25. Oktober 1979], Matthias-Grünewald-Verlag, Leipzig 1980 (= Leipziger Universitätsreden. Neue Folge, Heft 58).
- DDR. Geschichtlicher Überblick. Dietz Verlag, Berlin 1979 (= Schriftenreihe Geschichte) (4., durchges. u. erg. Aufl. 1987).
- Robert Neddermeyer: Es begann in Hamburg … Ein deutscher Kommunist erzählt aus seinem Leben. [Von Martha Born und Heinz Heitzer niedergeschrieben und bearbeitet]. Dietz Verlag, Berlin 1980 (= Schriftenreihe Geschichte).
- Probleme der Übergangsperiode vom Kapitalismus zum Sozialismus in der DDR. Historiker-Gesellschaft der DDR, Berlin 1983.
- mit Wolfgang Küttler: Eine Revolution im Geschichtsdenken. Marx, Engels, Lenin und die Geschichtswissenschaft. Dietz Verlag, Berlin 1983.
- mit Günther Schmerbach: Illustrierte Geschichte der Deutschen Demokratischen Republik. Dietz Verlag, Berlin 1984 (3., durchges. Aufl. 1986).
- (Hrsg.): Die Beziehungen zwischen der Deutschen Demokratischen Republik und der Volksrepublik Polen. Staatsverlag der DDR, Berlin 1986.
- mit Karl-Heinz Noack, Walter Schmidt: Wegbereiter der DDR-Geschichtswissenschaft. Biographien. Dietz Verlag, Berlin 1989, ISBN 3-320-01055-7.
- Für eine radikale Erneuerung der Geschichtsschreibung über die DDR. In: Zeitschrift für Geschichtswissenschaft 38 (1990), Heft 2, S. 498–509.